# NGC 6320
NGC 6320 est une vaste galaxie spirale située dans la constellation d'Hercule. Sa vitesse par rapport au fond diffus cosmologique est de 8 252 ± 39 km/s, ce qui correspond à une distance de Hubble de 121,7 ± 8,5 Mpc (∼397 millions d'al). NGC 6320 a été découverte par l'astronome français Édouard Stephan en 1872.
La classe de luminosité de NGC 6320 est II-III.